# Club Unión Deportivo Parachique
El Unión Deportivo Parachique es un club de fútbol peruano de la ciudad de Sechura, Departamento de Piura. Fue fundado en 1962 y participa en la Copa Perú.

## Historia
El Unión Deportivo Parachique fue fundado un 2 de febrero de 1962 en la ciudad de Parachique.
En 2015 llegó a la Etapa Departamental luego de ser campeón distrital y provincial. Fue eliminado en la semifinal departamental por Defensor La Bocana por un marcador global de 3-2. En 2017 llegó nuevamente hasta la semifinal departamental donde fue eliminado por Asociación Torino.
Tras superar a Juventud Cautivo en la semifinal departamental, clasificó por primera vez a una Etapa Nacional en la Copa Perú 2018. Allí terminó en el puesto 29 de la tabla general de la primera fase y quedó eliminado.
En la Copa Perú 2021 superó a Juventud Cautivo en primera fase, al que eliminó luego de ganar en la ida 1-0 como visitante y 3-1 como local. En la fase siguiente venció 2-0 a Las Palmas y clasificó a la liguilla final al quedar desierta la llave 3 por la ausencia de representantes de Amazonas y San Martín. Fue eliminado en la última fecha de la liguilla tras perder 2-1 ante Los Caimanes y terminó en séptimo lugar.
En 2022 Fue eliminado por el Atlético Torino de talara en semifinales de la Etapa Departamental de Piura. En 2025 llegó hasta la Fase III de la Etapa Departamental donde quedó eliminado en la última fecha al perder de local 4-3 con Defensor Belis y terminar tercero del grupo A.

## Palmarés

### Torneos regionales
- Liga Provincial de Sechura: 2015, 2017, 2018.
- Liga Distrital de Sechura: 2015, 2016, 2017, 2018.
- Subcampeón de la Liga Departamental de Piura: 2018.
- Subcampeón de la Liga Distrital de Sechura: 2014, 2019, 2023, 2025.